# Nello Ciaccheri
Nello Ciaccheri (Bagno a Ripoli, 8 settembre 1893 – Firenze, 26 febbraio 1971) è stato un ciclista su strada italiano.
Professionista tra il 1923 ed il 1929, da dilettante partecipò alle Giochi della VIII Olimpiade di Parigi; colse le più prestigiose vittorie al Giro della Provincia di Reggio Calabria (5 tappe e 2 classifiche finale) e al Giro di Toscana

## Palmarès
- 1920 (dilettanti)

Coppa Sportivi Loresi
- 1922 (dilettanti)

Coppa Città di Milazzo
- 1923 (Bianchi, quattro vittorie)

Coppa Caivano
1ª tappa Giro della Provincia di Reggio Calabria (Reggio Calabria > Radicena)
3ª tappa Giro della Provincia di Reggio Calabria (Bovalino > Reggio Calabria)
Classifica generale Giro della Provincia di Reggio Calabria
- 1924 (Bianchi, due vittorie)

Coppa Cavaciocchi
Milano-Modena
- 1925 (Legnano, una vittoria)

Giro di Toscana
- 1926 (Bianchi, cinque vittorie)

Coppa Cavaciocchi
1ª tappa Giro della Provincia di Reggio Calabria (Reggio Calabria > Delianuova)
2ª tappa Giro della Provincia di Reggio Calabria (Delianuova > Gerace Marina)
3ª tappa Giro della Provincia di Reggio Calabria (Gerace Marina > Reggio Calabria)
Classifica generale Giro della Provincia di Reggio Calabria

## Piazzamenti

### Grandi giri
- Giro d'Italia

1925: 5º
1929: 26º

### Classiche monumento
- Milano-Sanremo

1923: 18º
1924: 6º
1925: 9º
1926: 2º
- Giro di Lombardia

1923: 12º

### Competizioni mondiali
- Campionati del mondo

Zurigo 1923 - In linea Dilettanti: 9º
Parigi 1924 - In linea Dilettanti: ?
- Giochi olimpici

Parigi 1924 - Prova a squadre: 5º
Parigi 1924 - In linea: 18º